# レイトン教授と最後の時間旅行
『レイトン教授と最後の時間旅行』（レイトンきょうじゅとさいごのじかんりょこう）は、レベルファイブから2008年11月27日に発売されたニンテンドーDS用ゲームソフト。
レイトン教授シリーズの第1シリーズ第3弾。キャッチコピーは「ナゾトキ×タイムスリップ」。ゲーム内に登場する謎は全て『頭の体操』の作者である多湖輝らによるオリジナルで、前作を上回るボリュームとなっている。

## ストーリー
レイトン教授と助手ルークの元に届けられた一通の手紙。それは、「未来のルーク」からの助けを求めるものだった。
手紙を受け取る先日に起きた、タイムマシンの故障による科学者数名とイギリスの首相の失踪事件と、何か関係があるとみたレイトン達は、手紙の示すある時計店へ向かう。
しかしその店から再び外へ出たとき、辺りの風景は変わってしまっていた。どうやら10年後のロンドンへとタイムスリップしてしまったことを理解した二人は、今や成長した青年ルークと出会い、彼の頼みを聞く。
その頼みとは、科学者たちを過去から誘拐し、ギャングたちを従え街を支配し、完璧なタイムマシンを完成させようとしている人物を止めること。その人物とは10年後のレイトンであるという。
しかし調査の末に一行が見つけ出したのは行方不明になったはずのディミトリーとホーク首相だった。さらに、無理やりレイトン一行について来たアロマや突如現れたドン・ポールが一行に加わる。
全員が揃った場で、レイトンは謎解きを披露する。
未来のロンドンの正体はロンドンの地下に作られた巨大な空間であり、レイトン達が経験したタイムスリップはエレベーターでの移動をそう見せるトリックだった。そして黒幕は未来のルークを演じていたクラウス。だがクラウスはホーク首相に加えてアロマを捕え、巨大ロボでロンドンを破壊しようという暴挙に出た。
復讐心に駆られるクラウスを止めるため、レイトンとルークは巨大ロボに乗り込むのだった。

## 登場キャラクター
レイトン教授声：大泉洋
フルネームはエルシャール・レイトン。有名な考古学者。口癖は「英国紳士としてはね」。大学（グレッセンヘラーカレッジ）で教授を務めているが、謎好きとしてもその名は知れ渡っている。
極めて冷静な性格だがときには大胆に行動する。27歳という若さで、大学内で誰よりも早く教授に就任した。不得手のように見えるが学生時代にフェンシングをして鍛えていたために体を動かすのはお手の物。
レイトンが教授に就任してまもなく、研究所の爆発事故が起きた。
シルクハットは大学教授就任祝いにクレアから贈られたもの。「私の前以外では脱いだらダメ」というクレアとの約束のためにずっと脱がなかった。
クレアとの別れの後でついに帽子を取るシーンがあり、それ以降は、度々帽子を取っている。
ルーク少年声：堀北真希
フルネームはルーク・トライトン。自称レイトン教授の助手。動物と話せる能力を持つ。年齢は13歳ほど。今回の事件解決後は、レイトンに見送られながらアメリカへと旅立っていった。エンディング後、レイトンから「人前で泣くものではないよ。英国紳士としてはね」と言われ「ボ ボクは…まだ英国紳士じゃありませんよ！」と言い、レイトンに抱きついて大泣きした。その後、住んでいる町で起こった事件の調査をしてほしいという手紙をレイトンに送っている。
青年ルーク声：小栗旬
未来で出会う成長したルーク。しかしアロマには勝てない様子。少年ルークの発言によると23歳。しかしその正体はクラウス・アルバトロという青年で、科学者や政治家に対する復讐でロンドンを破壊しようとした本作の黒幕である。母が研究所の爆発事故に巻き込まれており、現場に突っ込もうとする所をレイトンに止められていた。ちなみにその回想シーンではいつになく厳しい口調のレイトンのセリフがボイスで流れる。
ディミトリー声：上川隆也
フルネームはアラン・ディミトリー。タイムマシン開発の研究を進める科学者。天才的な頭脳の持ち主。名前を偽ってタイムマシン完成記念式典を行い、ホーク首相とともに姿を消した。タイムマシンを完成させるためクラウスと手を組んだが、最初から利用されていただけだった。
クレア声：木村佳乃
フルネームはクレア・フォーリー。レイトンの元恋人。しっかり者な性格。ビルのおこした研究所の爆発事故によって命を落とす。
サリアス声：木村佳乃
クレアによく似た女性。クレアの妹で、姉の死の真相を調べているらしい。しかし実際は、研究所の爆発事故で過去から現代に飛ばされたクレア本人であり、最終盤でその正体を明かす。
アロマ声：能登麻美子
フルネームはアロマ・ラインフォード。自称レイトン教授の花嫁候補の少女。レイトンと一緒ならばどんなに危険な所にもついて行こうとする、頑固な一面がある。本作では彼女がナゾを解くことがある。
チェルミー警部声：斎藤志郎
ロンドン警察の敏腕警部。強引な捜査をするものの、正義感は強い。
ドン・ポール声：稲葉実
レイトン教授をライバル視する科学者。本作でレイトンをライバル視する理由が明かされる。前々作、前作と悪役であったが、今作ではレイトンの味方に転じ数々の場面で活躍した。レイトンいわく「ポールは天才だよ」。
ビル・ホーク声：石住昭彦
イングランドの首相。タイムマシンの完成記念式典に招待されたが、タイムマシンの暴走によって行方不明となる。ディミトリーとクラウスに立て続けに人質にされる（クラウスに至っては心拍を感知できなくなると起動する物騒な装置を繋げていた）。
ナゾーバ
自称びぼうの占い師。レイトン達が見のがしたナゾを、いつのまにか回収している。が、今回はナゾービーとナゾリーヌに任せて旅に出た。シリーズ皆勤。
ナゾリーヌ声：小倉優子
ナゾーバの孫娘。素なのか演技なのかわからない喋り方をする。虫が苦手で、ナゾービーを叩き潰した。
ボストロ声：平井善之（アメリカザリガニ）
未来のロンドンで出会うマフィア集団のボス。難しいことを考えるのは苦手。
3号声：原口あきまさ
レイトン教授たちの行く手を阻むウサギ。なぜ「3号」という名前なのかは物語中に明らかになる。
オウム
光るモノ好きの鳥。
ナゾービー声：柳原哲也（アメリカザリガニ）
ナゾーバの飼っているなぞめいたハチ。ナゾバナの蜜を主食とし、関西弁でしゃべる。ナゾリーヌに蠅たたきで潰された。
バートン声：杉野博臣
チェルミー警部の助手を務める巡査。食いしん坊。口調は礼儀正しいが、やや天然。
ヒゲマフラー
不思議な町の住人の一人として登場していたが、ロンドンに住み着いた様子。未来のロンドンにも出没した。エンディングではルークとレイトンを見送る人達の中に登場。シリーズ皆勤。
ポーロ
東洋の探検家。コンパスが壊れているせいで道に迷うらしい。今まではストーリーには関係なかったが、今回は彼の発言がナゾ解きのヒントになった。シリーズ皆勤。
その他出演者
- 久保田恵
- 一木美名子
- 御園行洋
- ふくまつ進紗
- 千々和竜策
- 佐藤雄大
- たなか久美
- 東條加那子
- 門田幸子

## 主題歌
「時間旅行」（VIDEO ARTS MUSIC）
作詞・作曲・編曲・歌： アン・サリー